# Soran iz Efeza
Soran iz Efeza (gr. Σωρανός ὁ Ἑφέσιος; oko 1./2. stoljeće nove ere) bio je starogrčki liječnik. Rođen u Efezu, djelovao je prvo u Aleksandriji, a zatim u Rimu. Jedan od glavnih predstavnika tzv. metodičke škole medicine. Nekoliko njegovih djela još uvijek je preživjelo, od kojih su najpoznatiji njegova rasprava o ginekologiji u četiri sveska i latinski prijevod njegove knjige O akutnim i kroničnim bolestima.

## Život
Malo se zna o životu Sorana. Prema bizantskoj enciklopediji Sudi (koja ima dva zapisa o njemu) bio je rodom iz Efeza, sin nekog Menandera i Febe te se bavio medicinom u Aleksandriji i Rimu za vladavine careva Trajana i Hadrijana (98. – 138.) Živio je barem jednako davno kao Arhigen, koji je koristio jedan od njegovih lijekova; bio je učitelj Statilija Atala iz Herakleje, liječnika Marka Aurelija. Pouzdano je preminuo prije nego je Galen napisao svoje djelo De Methodo Medendi (O načinu liječenja), oko 178.
Pripadao je metodičkoj školi te je bio jedan od njezinih najuglednijih pripadnika. Drugih podataka o njegovom životu, osim da je neko vrijeme boravio u Akvitaniji radi liječenja nekih kožnih bolesti koje su tamo u to vrijeme bile vrlo raširene, ne znamo.

## Djela
Sačuvana je njegova rasprava O ženskim bolestima (prvi put tiskana 1838., drugi put 1882. u izdanju klasičnog filologa Valentina Rosea skupa s Muscijevim latinskim prijevodom iz 6. stoljeća). Sačuvani su i dijelovi rasprava O znakovima prijeloma i O zavojima. Od njegova najvažnijeg djela (O akutnim i kroničnim bolestima) ostalo je samo nekoliko fragmenata na grčkom, no ipak je sačuvan potpuni latinski prijevod Celija Aurelijana (5. stoljeće). Djelo naslovljeno Hipokratov život vjerojatno je činilo jednu od Soranovih zbirki medicinskih biografija koje se spominju u Sudi i vrijedan je kao jedini autoritet za život velikog liječnika, izuzev članaka u Sudi i djela Stefana iz Bizantija (pod natuknicom Κώς). Zasigurno nije autor Uvod u znanost o medicini koje mu se pripisuje.
Osim ovih djela, Soran je autor još desetak djela, od kojih su sačuvani samo naslovi i neki fragmenti. Galen spominje dva djela o Spravljanju lijekova, iz kojih citira neke odlomke. Celije Aurelijan citira nekoliko drugih djela, a sam Soran upućuje na mnoga druga djela koja nisu preživjela. Tertulijan citira filozofsko djelo O duši, u četiri knjige, u kojem je Soran podijelio dušu na sedam dijelova, i nijekao njezinu besmrtnost. Citira ga Pavao iz Egine, navodeći kao jednog od najranijih grčkih medicinskih pisaca koji su opisali gvinejskog crva. Čini se da je uživao veliki ugled među antičkim autorima, jer ga Augustin naziva "Medicinae auctor nobilissimus" (Najugledniji medicinski pisac), a Tertulijan, "Methodicae Medicinae instructissimus auctor" (Najučeniji pisac medicinskog umijeća).

## Dodatno čitanje
- Weitzmann, Kurt, ur. Age of spirituality: late antique and early Christian art, third to seventh century, br. 187, 1979, Metropolitan Museum of Art, New York,ISBN 9780870991790; cijeli tekst dostupan online na stranicama knjižnice Muzeja umjetnosti Metropolitan.
- Grčki tekst
  - Johannes Ilberg, Sorani Gynaeciorum libri IV, De signis fracturarum, De fasciis, Vita Hippocratis secundum Soranum, Corpus medicorum Graecorum 4, Berlin, 1927. ( online )
  - Paul Burguière, Danielle Gourevitch i Yves Malinas, Maladies des femmes (s francuskim prijevodom), Zbirka Budé, 1988.
- Engleski prijevod
  - Soranus. 1956. Soranus' Gynecology. JHU Press. ISBN 9780801843204. Pristupljeno 26. svibnja 2013.